# Gehilfersberg
Der 456 m ü. NHN hohe Gehilfersberg ist ein nordwestlich von Rasdorf im Landkreis Fulda gelegener kreisrunder Basaltkegel und gehört zum Hessischen Kegelspiel.
Um 1580 befand sich auf dessen Spitze ein Kreuz, das im Volksmund „St. Gehülff“ genannt wurde. 1656 wurde der Berg urkundlich als „Hülffenberg“ bezeichnet. Ab dem 18. Jahrhundert ist der Gehilfersberg einer der bedeutendsten Wallfahrtsorte Osthessens.

## Kapelle
Auf dem Basaltkegel wurde um 1630 die Wallfahrtskapelle „St. Maria und Vierzehn Nothelfer“ erbaut. Der Baustil rechnet noch zur (Spät-)Gotik, kann aber auch als Vorläufer der frühen Neogotik gelten. Die Kapelle weist zweigeteilte Maßwerkfenster gotischen Ursprungs auf. In der Ausstattung des Innenraums dominiert der holzgeschnitzte Barockaltar. Um die Kapelle führt ein Kreuzweg mit 14 Stationshäuschen. 1996 wurde die Kapelle Opfer eines Brandanschlags, wurde aber bereits im folgenden Jahr detailgetreu wieder errichtet.

## Bestattungswald
Der bewaldete Berg wird im südöstlichen Teil als Friedhofswald genutzt.